# Gougère

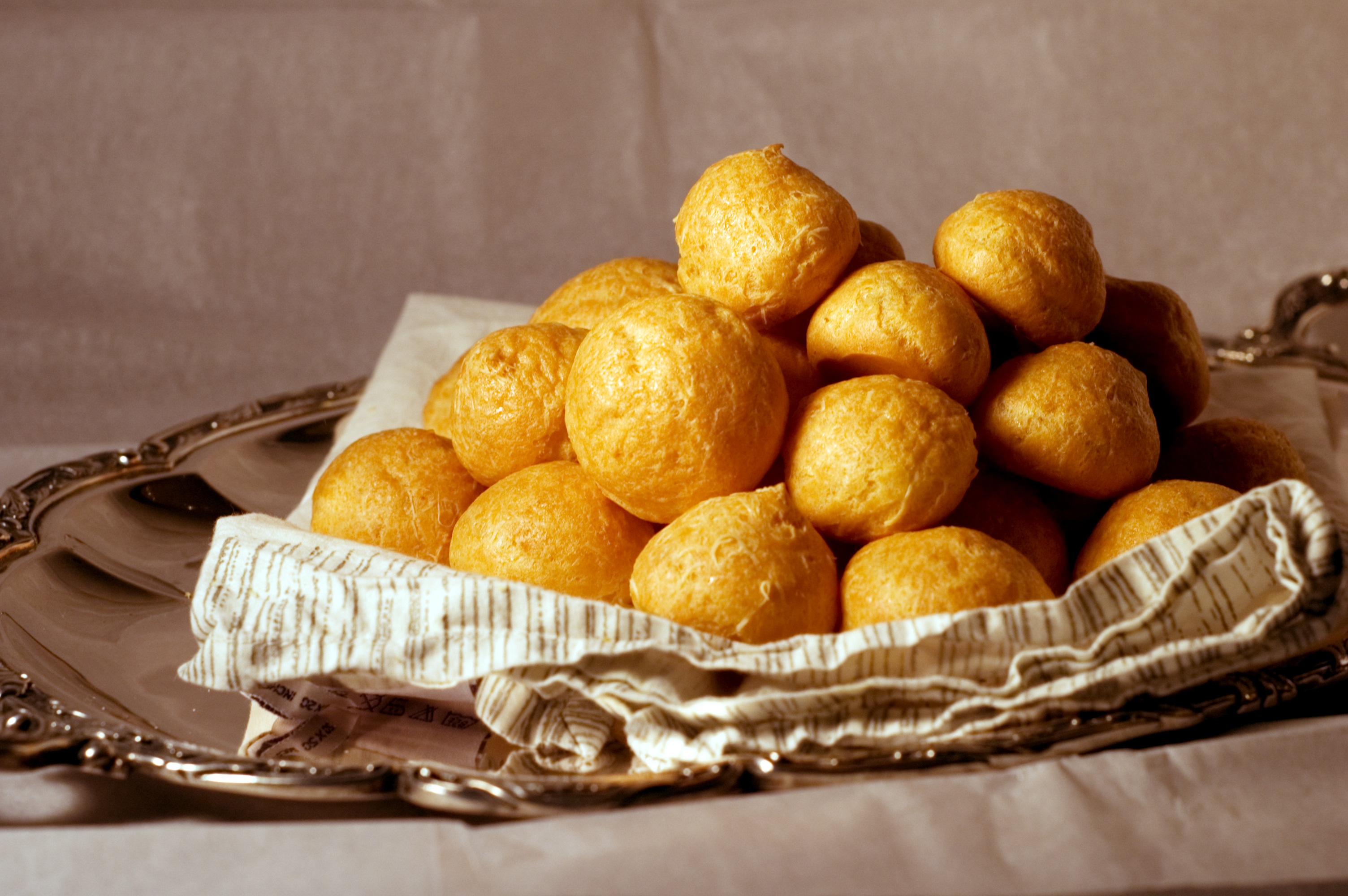
Gougères con su habitual forma de bolitas.

Las gougères son una especialidad gastronómica de la región francesa de Borgoña. Se trata de una mezcla de queso (típicamente gruyer o comté) en dados y rallado agregado a pasta choux caliente. Se les suele dar distintas formas siendo lo más habitual pequeñas bolitas similares a buñuelos.
Hay variantes en las que se les incorpora relleno (en general de setas o carne picada).